# KTM 듀크
KTM 듀크(바이에른어: KTM Duke)는 KTM과 바자즈 오토가 합작하여 1994년부터 생산 중인 모터사이클 제품군이다.

## 단일 실린더
- 125 듀크 (2010년~현재)
- 200 듀크 (2012년~현재)
  - 250 듀크 (2012년~현재)
- 390 듀크 (2013년~현재)
- 690 듀크 (2008년~현재)
  - 듀크 620 (1994년~1997년)
  - 듀크 640 (1998년~2007년)

## 병렬 트윈
- 790 듀크 (2017년~2020년)
- 890 듀크 (2020년~현재)

## V-트윈
- 990 슈퍼 듀크 (2004년~2012년)
- 1290 슈퍼 듀크 R (2013년~현재)
  - 1290 슈퍼 듀크 GT (2016년~현재)

## 갤러리

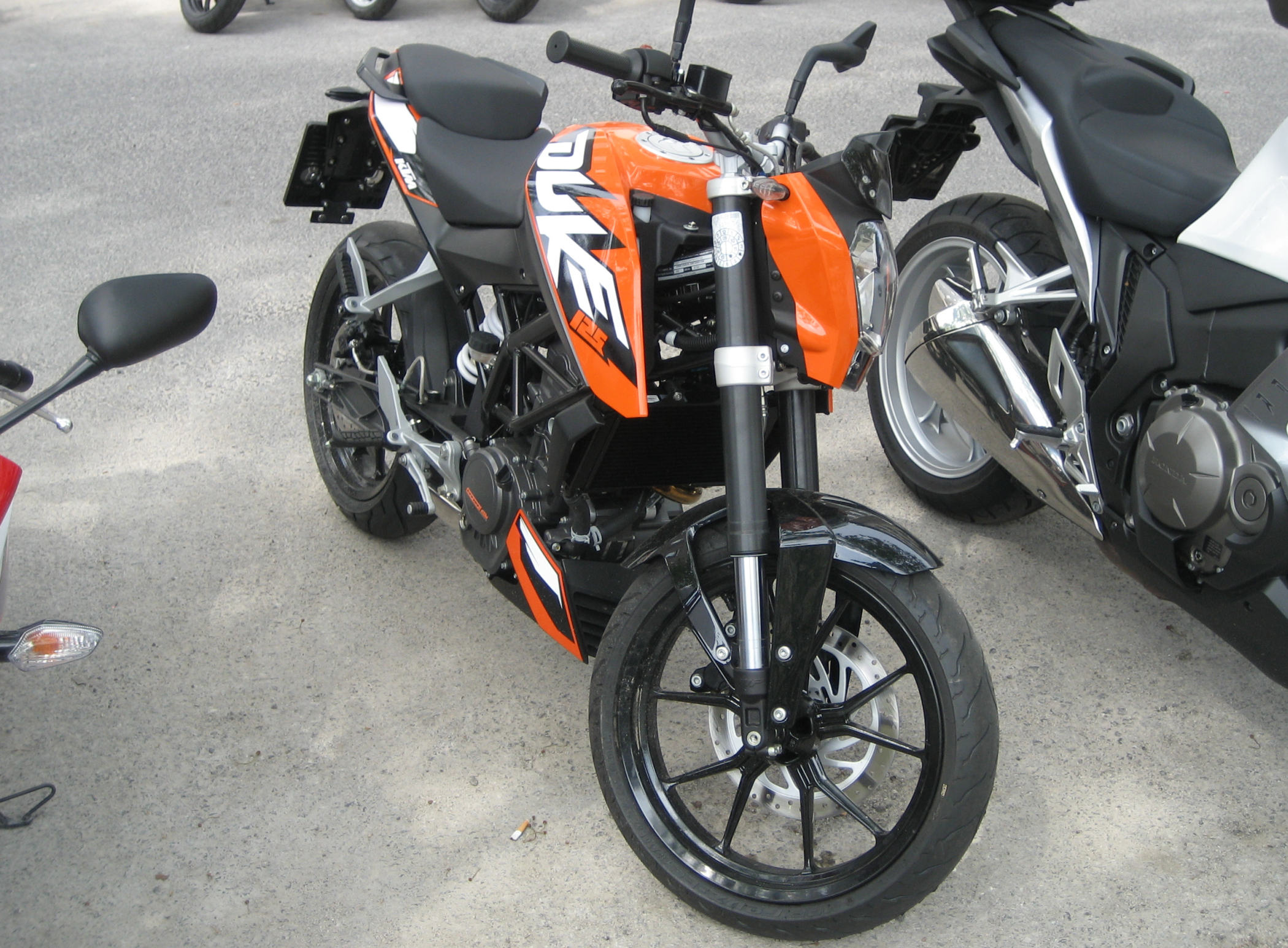
125 듀크
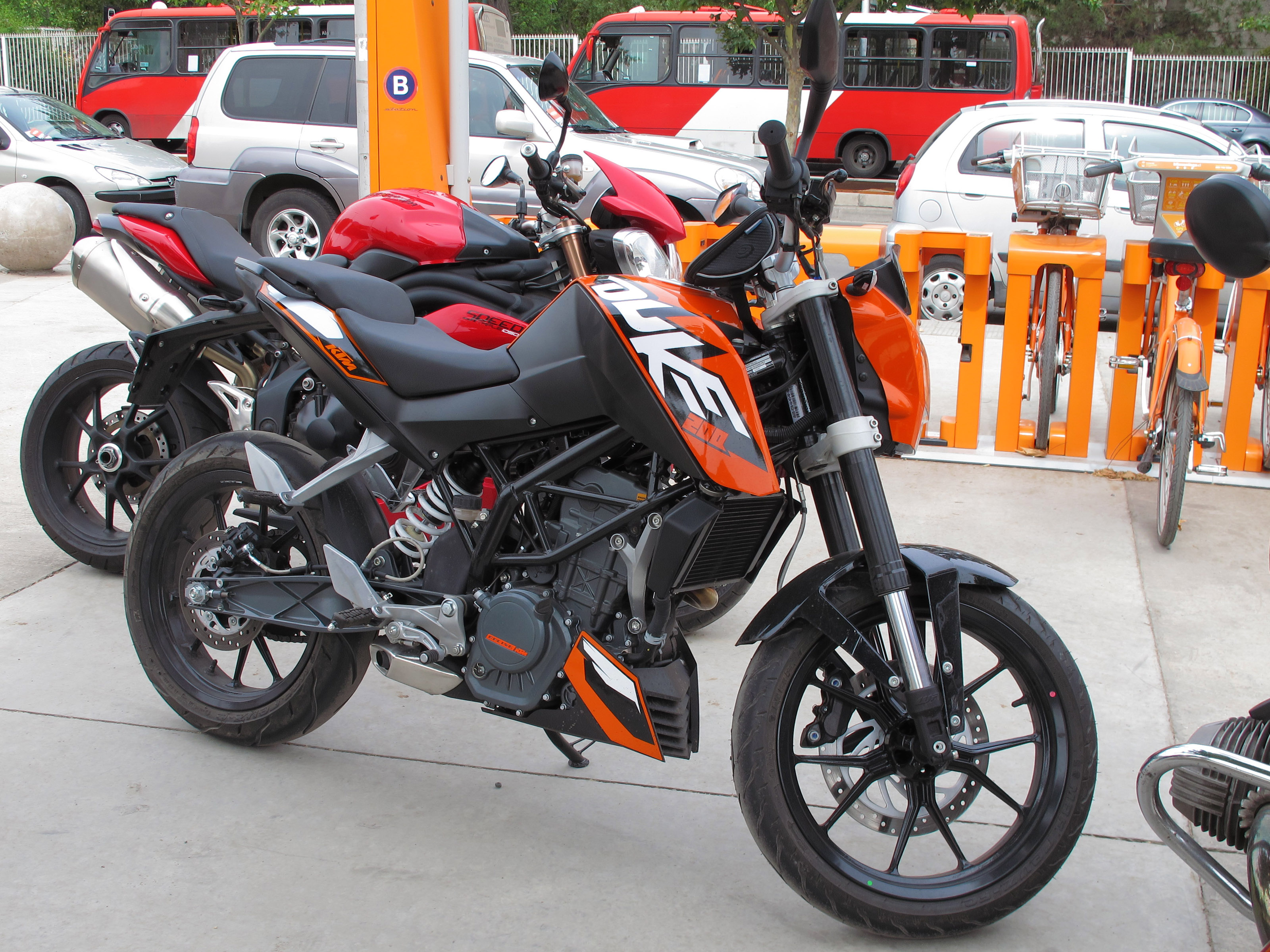
200 듀크
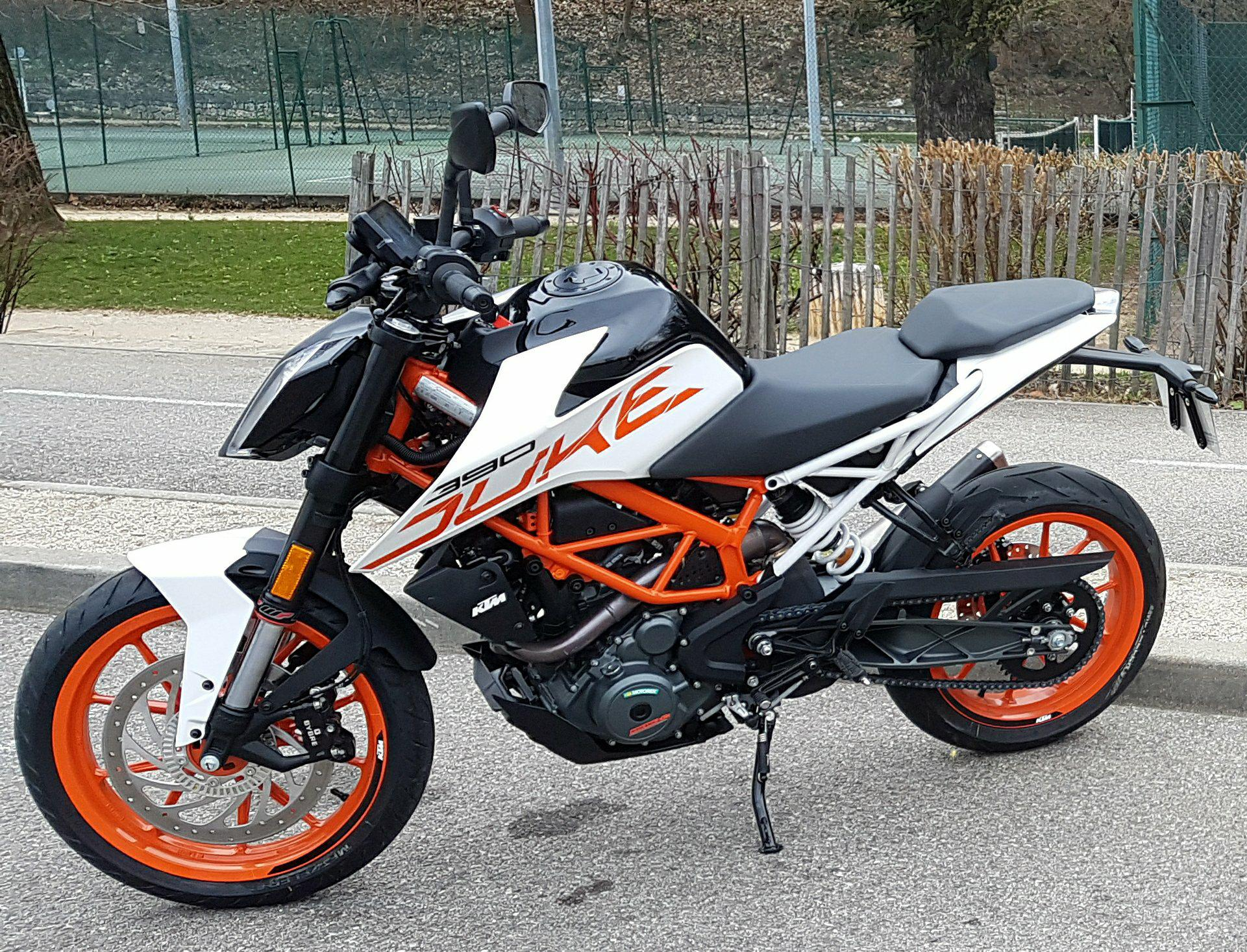
390 듀크
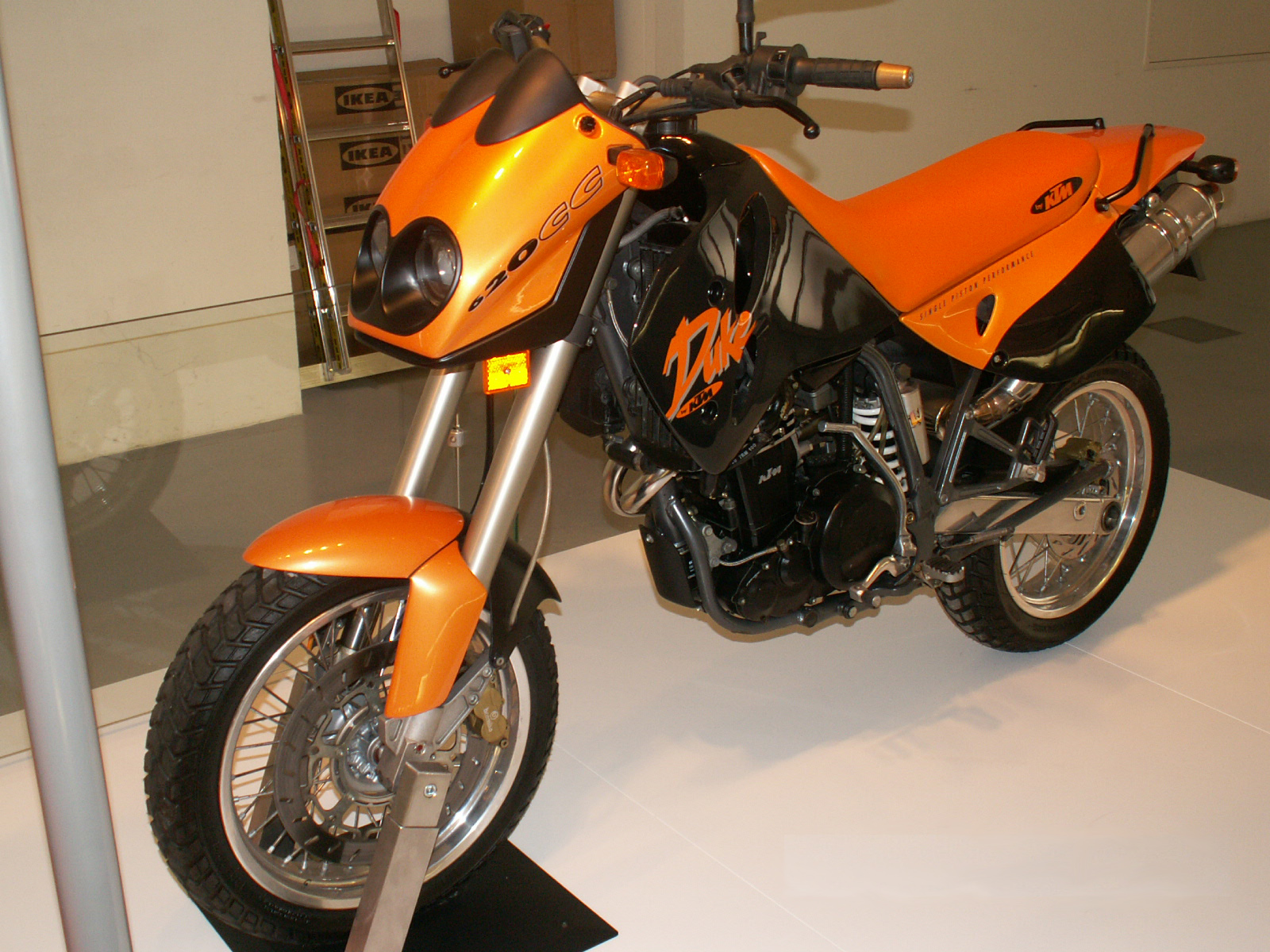
듀크 620
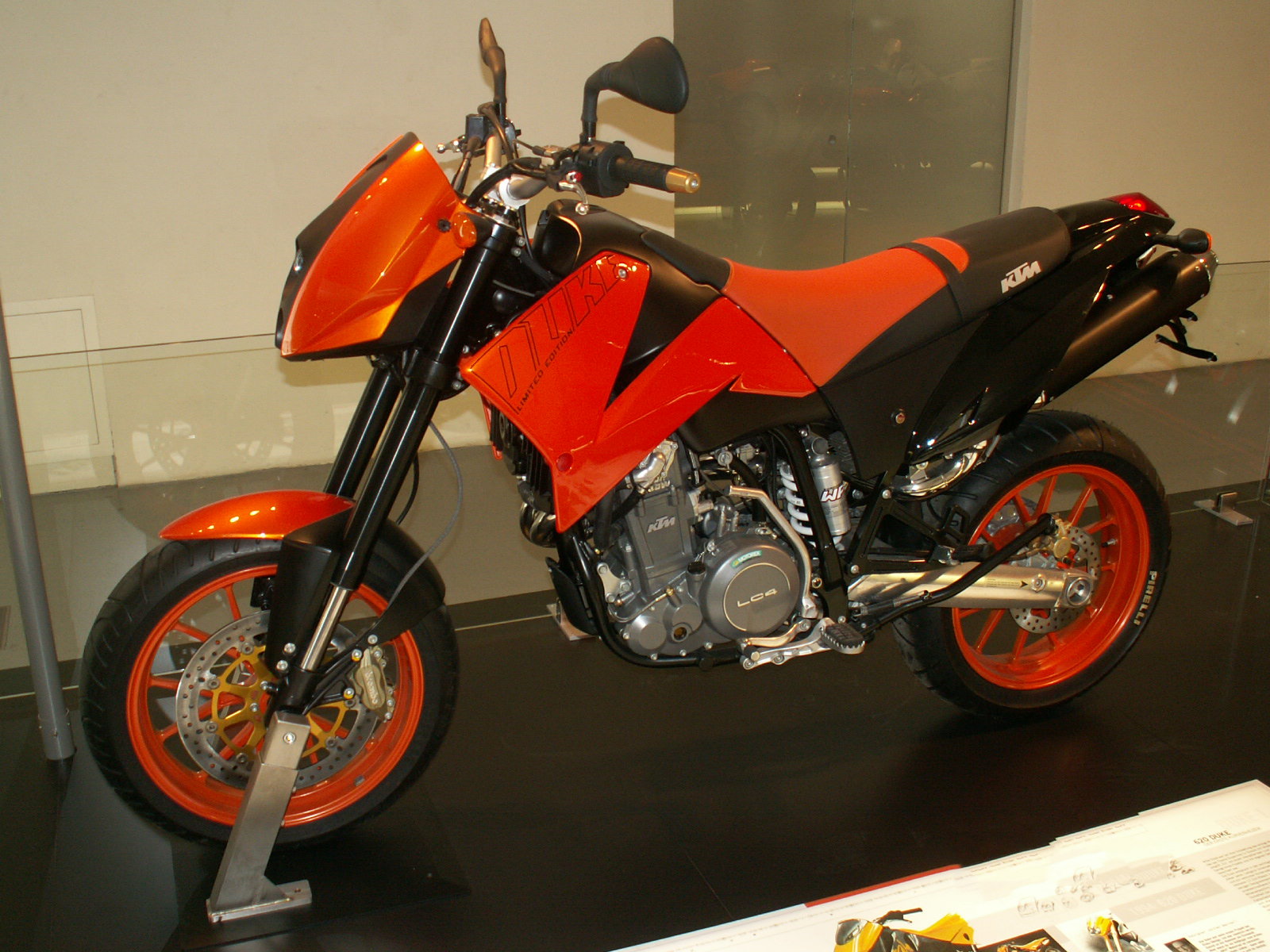
듀크 640
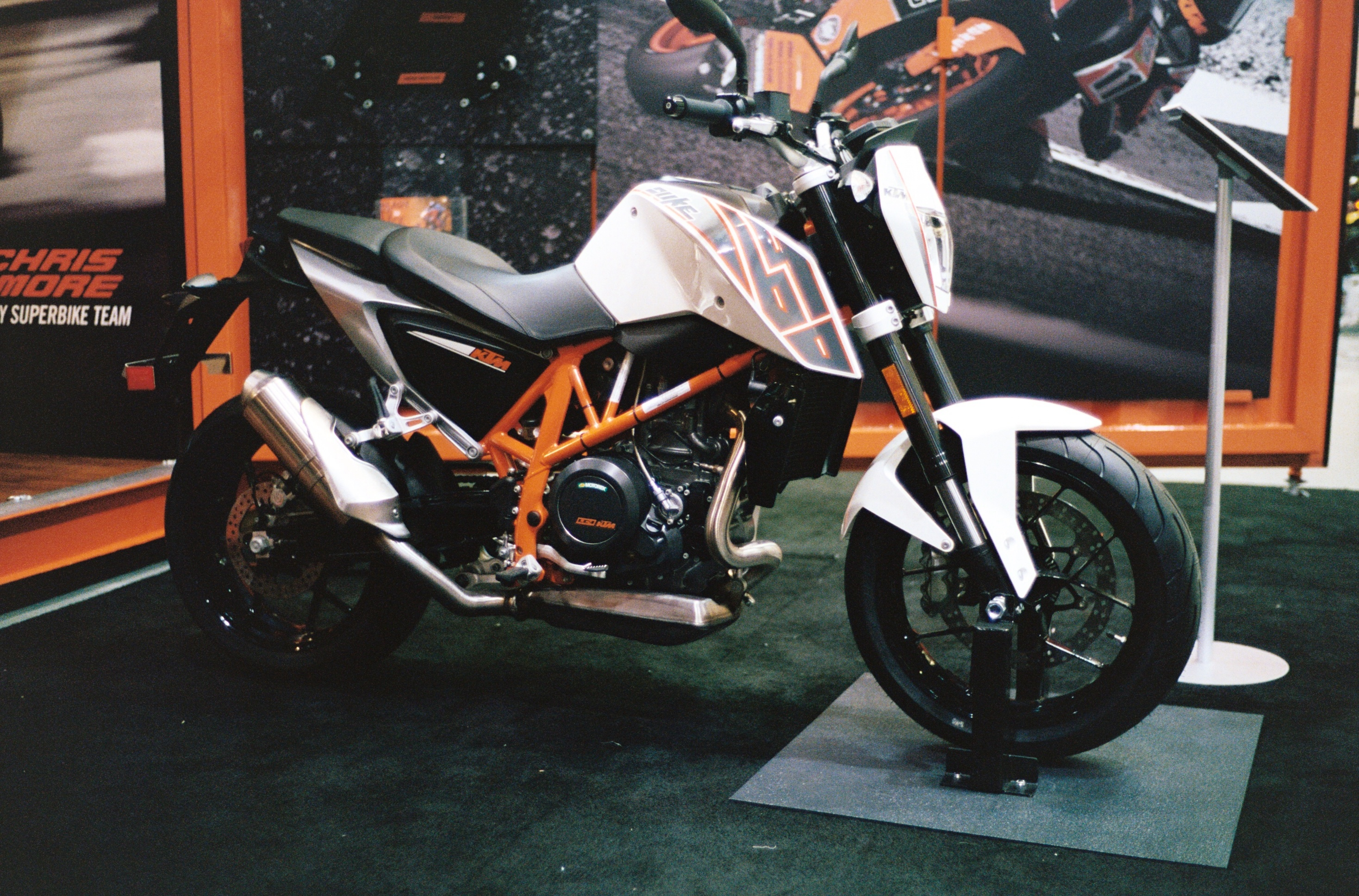
690 듀크
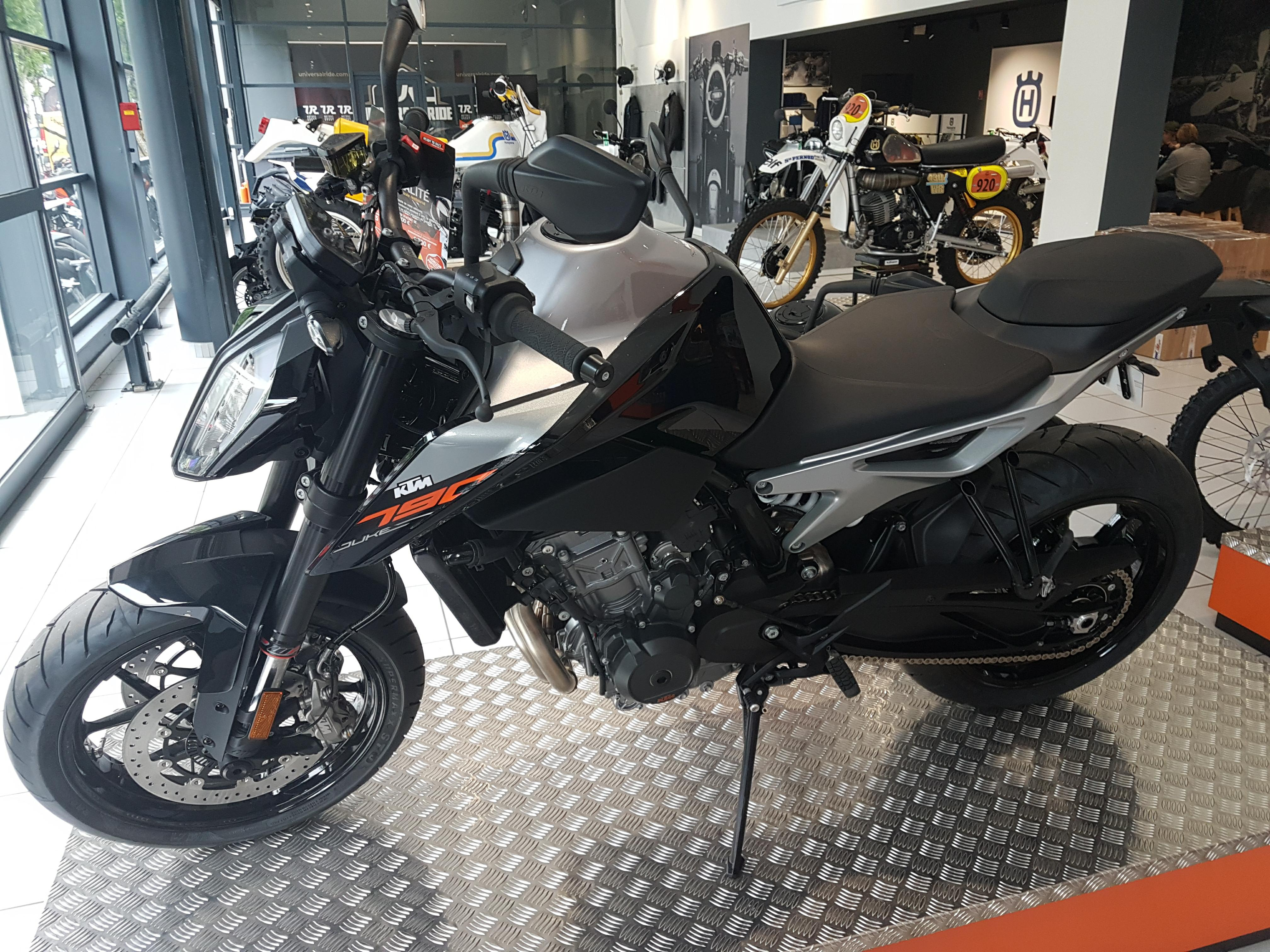
790 듀크
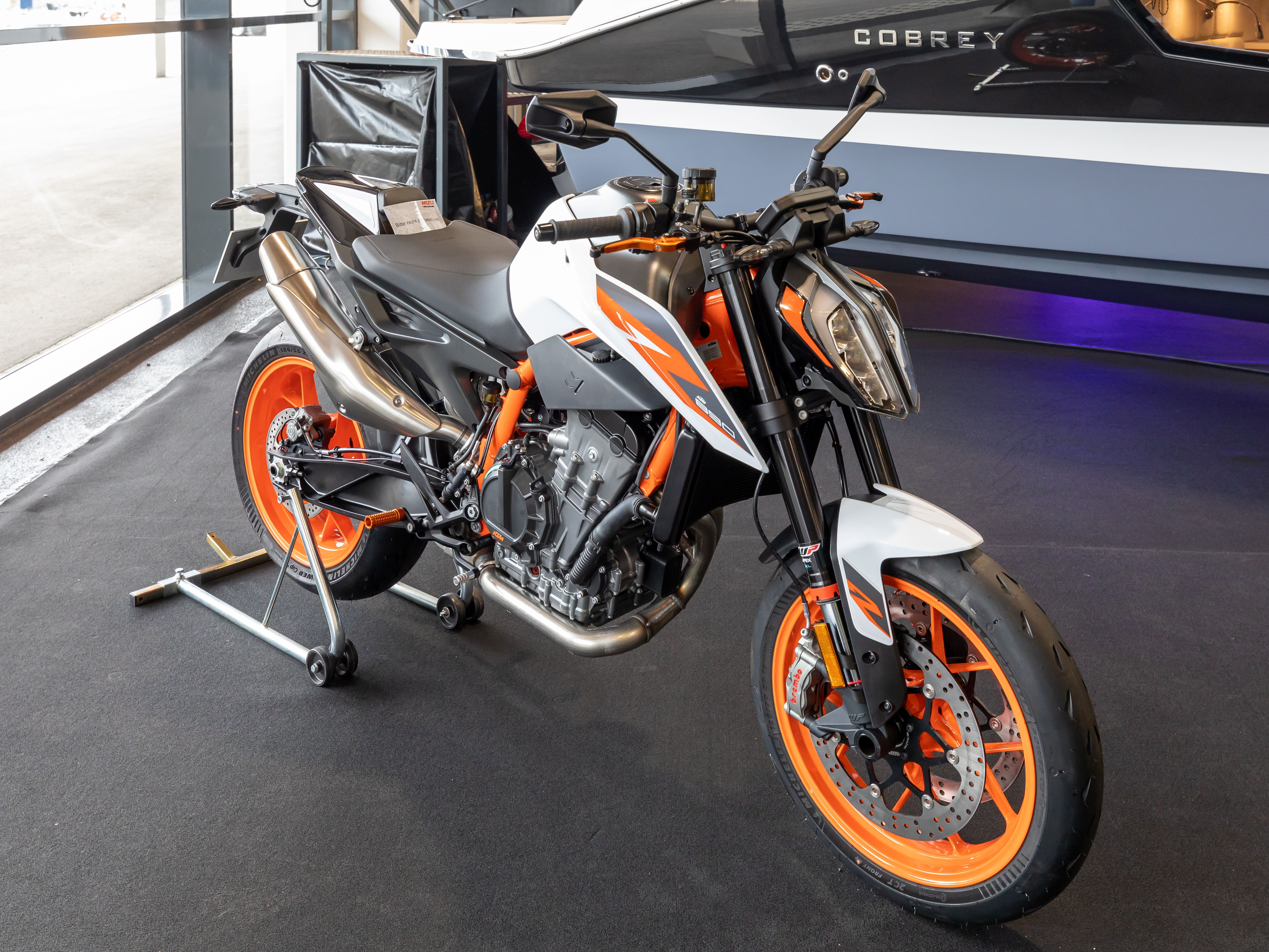
890 듀크 R
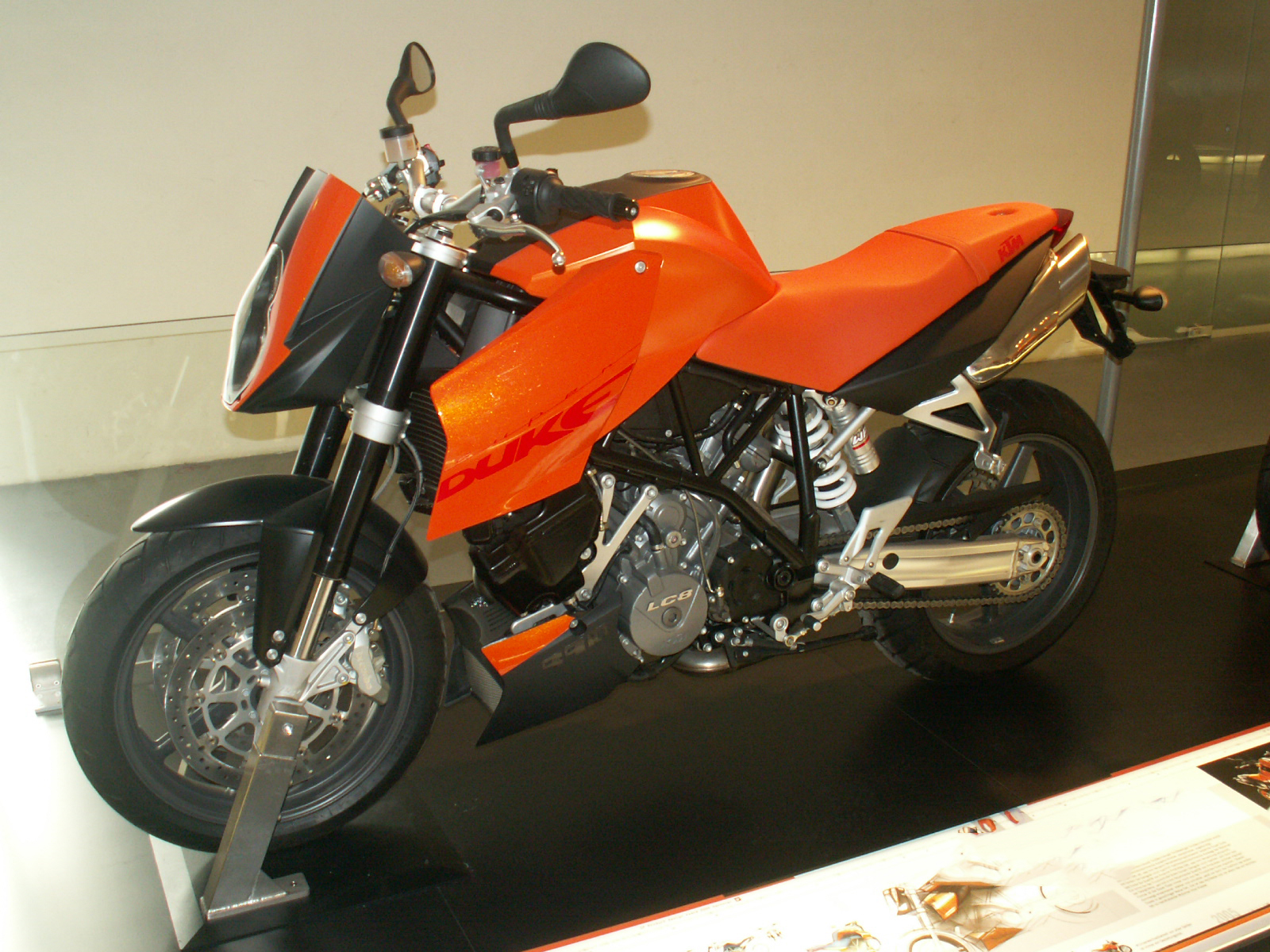
990 슈퍼 듀크
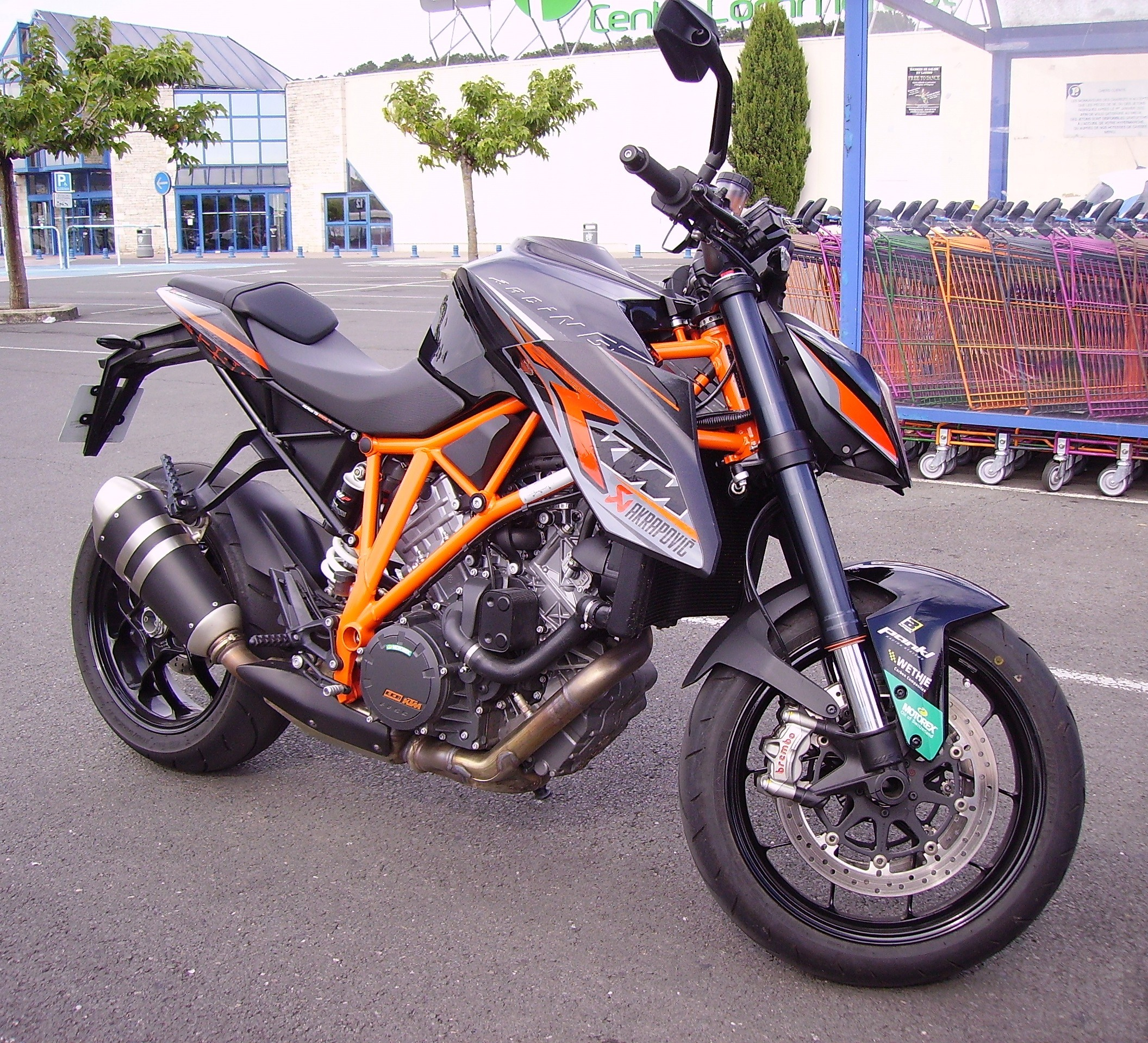
1290 슈퍼 듀크 R
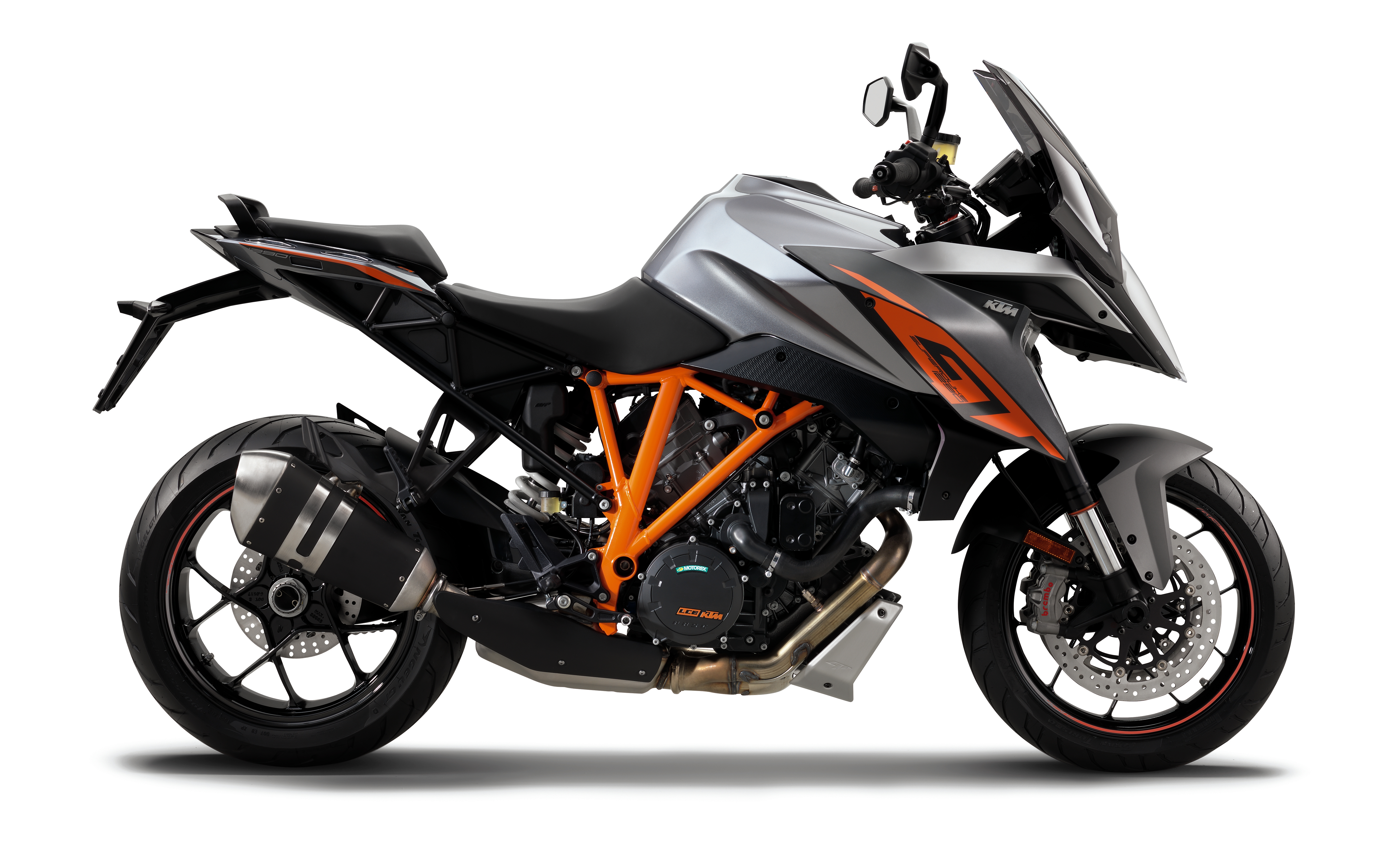
1290 슈퍼 듀크 GT